# Ectocarpus

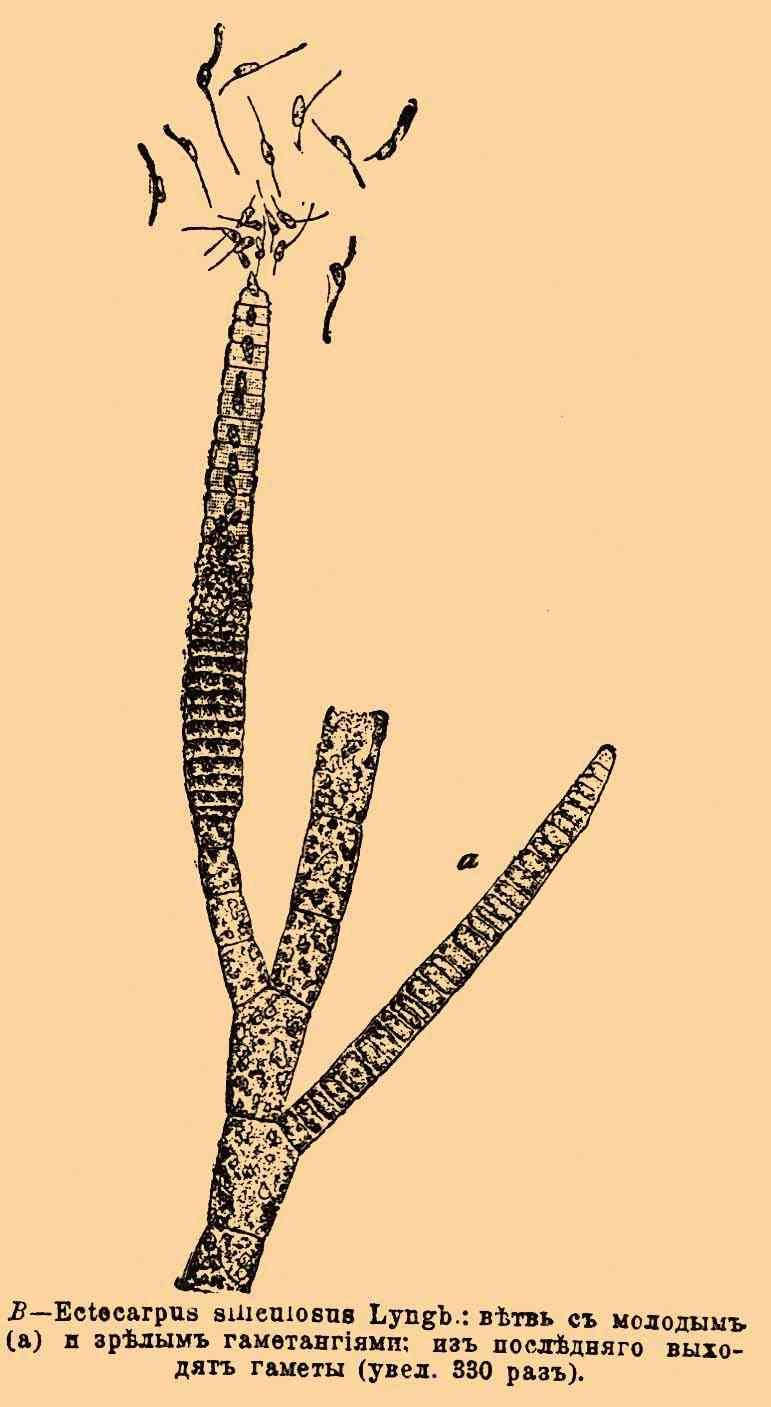
Ectocarpus siliculosus (ilustração do Brockhaus and Efron Encyclopedic Dictionary (1890-1907)).

Ectocarpus é um género de algas castanhas filamentosas da ordem Ectocarpales que agrega numerosas espécies, algumas das quais utilizadas como organismo modelo. A espécie tipo para este género é Ectocarpus siliculosus (Dillwyn) Lyngbye.

## Descrição
O ciclo de vida dos membros deste género apresenta alternância de gerações do tipo isomórfico a ligeiramente heteromórfico, mas também são conhecidas estirpes com reprodução sempre assexual.
Algumas espécies do género Ectocarpus são utilizadas como organismo modelo para estudos de genómica da multicelularidade. Entre os possíveis organismos-modelo nas algas castanhas, o género Ectocarpus foi seleccionado pelo tamanho relativamente pequeno de seu talo maduro e pela velocidade com que completa o seu ciclo de vida.

## Taxonomia e sistemática
Na sua presente circunscrição taxonómica o género Ectocarpus inclui, entre outras, as seguintes espécies:
- Ectocarpus acanthophorus Kützing
- Ectocarpus acutoramulis Noda
- Ectocarpus acutus Setchell & N.L.Gardner
- Ectocarpus adriaticus Ercegovic
- Ectocarpus affinis Setchell & N.L.Gardner
- Ectocarpus aleuticus Kützing
- Ectocarpus auratus Bory de Saint-Vincentex Kützing
- Ectocarpus balakrishnanii V.Krishnamurthy
- Ectocarpus barbadensis Kuckuck
- Ectocarpus berteroanus Montagne
- Ectocarpus bombycinus Kützing
- Ectocarpus borealis (Kjellman) Kjellman
- Ectocarpus bracchiolus Lindauer
- Ectocarpus brachiatus (Smith) S.F.Gray
- Ectocarpus brevicellularis Noda
- Ectocarpus caliacrae Celan
- Ectocarpus capensis Kützing
- Ectocarpus caspicus Henckel
- Ectocarpus chantransioides Setchell & N.L.Gardner
- Ectocarpus chapmanii Lindauer
- Ectocarpus chnoosporae Børgesen
- Ectocarpus cladosiphonae Noda
- Ectocarpus clavifer J.Agardh
- Ectocarpus commensalis Setchell & N.L.Gardner
- Ectocarpus commixtus Noda
- Ectocarpus confusiphyllus Noda
- Ectocarpus congregatus Zanardini
- Ectocarpus constanciae Hariot
- Ectocarpus corticulatus De A.Saunders
- Ectocarpus crouanii Thuret
- Ectocarpus crouaniorum Thuret
- Ectocarpus cryptophilus Børgesen
- Ectocarpus cymosus Zanardini
- Ectocarpus cystophylloides Noda
- Ectocarpus dellowianus Lindauer
- Ectocarpus denudatus P.L.Crouan & H.M.Crouan
- Ectocarpus dictyoptericola Noda
- Ectocarpus distortus Carmichael
- Ectocarpus divergens Kornmann
- Ectocarpus ensenadanus N.L.Gardner
- Ectocarpus erectus Kützing
- Ectocarpus exiguus Skottsberg
- Ectocarpus exilis Zanardini
- Ectocarpus falklandicus Skottsberg
- Ectocarpus fasciculatus Harvey
- Ectocarpus fenestroides P.L.Crouan & H.M.Crouan
- Ectocarpus flagelliferus Setchell & N.L.Gardner
- Ectocarpus flagelliformis Kützing
- Ectocarpus fructuosus  Setchell & N.L.Gardner
- Ectocarpus fulvescens Schousboe ex Thuret
- Ectocarpus fungiformis Oltmanns
- Ectocarpus fusiformis Nagai
- Ectocarpus giraudiae  J.Agardh ex William M. Wilson
- Ectocarpus glaziovii Zeller
- Ectocarpus gonodioides  Setchell & N.L.Gardner
- Ectocarpus hamulosus  Harvey & J.W.Bailey
- Ectocarpus hancockii E.Y.Dawson
- Ectocarpus heterocarpus  P.L.Crouan & H.M.Crouan
- Ectocarpus hornericola  Noda
- Ectocarpus humilis  Kützing
- Ectocarpus intermedius Kützing
- Ectocarpus isopodicola  E.Y.Dawson
- Ectocarpus kellneri Meneghini
- Ectocarpus kjellmanioides  Noda
- Ectocarpus laminariae  Noda
- Ectocarpus laurenciae Yamada
- Ectocarpus lepasicola  Noda
- Ectocarpus macrocarpus Harvey
- Ectocarpus macrocarpus P.L.Crouan & H.M.Crouan
- Ectocarpus minor  Noda
- Ectocarpus minutissimus  Skottsberg & Levring
- Ectocarpus minutulus  Montagne
- Ectocarpus mitchellioides  Noda
- Ectocarpus monzensis  Noda & Konno
- Ectocarpus multifurcus  Zanardini
- Ectocarpus myurus  Zanardini
- Ectocarpus natans  Zanardini
- Ectocarpus niigatensis  Noda
- Ectocarpus nitens De Notaris
- Ectocarpus oblongatus  Noda
- Ectocarpus obovatus Foslie
- Ectocarpus obtusocarpus  P.L.Crouan & H.M.Crouan
- Ectocarpus obtusus  Noda
- Ectocarpus parvulus  Kützing
- Ectocarpus pectenis Ercegović
- Ectocarpus penicillatus  (C.Agardh) Kjellman
- Ectocarpus plasticola  Noda
- Ectocarpus plumosus  Noda
- Ectocarpus polysiphoniae  Noda
- Ectocarpus pumilus  Zanardini
- Ectocarpus radicans  Zanardini
- Ectocarpus rallsiae Vickers
- Ectocarpus ramentaceus  Zanardini
- Ectocarpus rotundatoapicalis  Noda & Honda
- Ectocarpus rudis  Zanardini
- Ectocarpus rufulus  Kützing
- Ectocarpus rufus  (Roth) C.Agardh
- Ectocarpus sadoensis  Noda
- Ectocarpus sargassicaulinus  Noda
- Ectocarpus sargassiphyllus  Noda
- Ectocarpus saxatilis  Zanardini
- Ectocarpus scytosiphonae  Noda
- Ectocarpus shiiyaensis Noda
- Ectocarpus shimokitaensis  Ohta
- Ectocarpus siliculosus  (Dillwyn) Lyngbye
- Ectocarpus simpliciusculus  C.Agardh
- Ectocarpus simulans  Setchell & N.L.Gardner
- Ectocarpus sonorensis  E.Y.Dawson
- Ectocarpus sphaericus Ohta
- Ectocarpus strigosus  Zanardini
- Ectocarpus tamarinii Børgesen
- Ectocarpus taoniae  Setchell & N.L.Gardner
- Ectocarpus tappiensis  Ohta
- Ectocarpus tasshaensis Noda
- Ectocarpus trichophorus H.Gran
- Ectocarpus tsugaruensis  Ohta
- Ectocarpus variabilis  Vickers
- Ectocarpus venetus  Kützing
- Ectocarpus vungtauensis P.H. Hô
- Ectocarpus yezoensis Yamada & Tanaka
- Ectocarpus zonariae W.R.Taylor
- Ectocarpus zosterae  Noda & Ohta